# Klingenbach
Klingenbach (Kroatisch: Klimpuh) is een gemeente in de Oostenrijkse deelstaat Burgenland, gelegen in het district Eisenstadt-Umgebung (EU). De gemeente heeft 1278 inwoners (2016).

## Geografie
Klingenbach heeft een oppervlakte van 4,82 km². Het ligt in het uiterste oosten van het land, aan de grens met Hongarije.

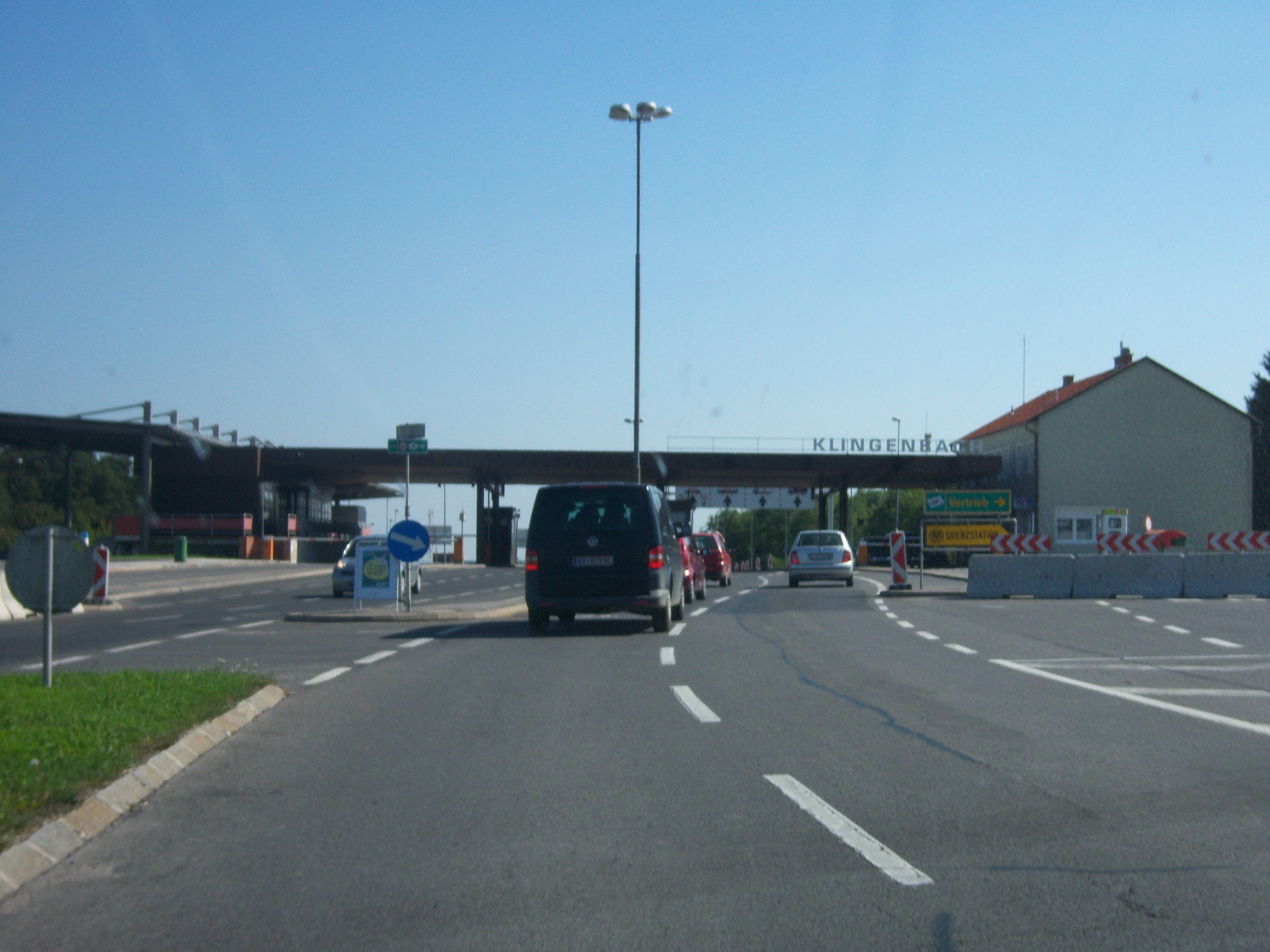

Breitenbrunn am Neusiedler See · Donnerskirchen · Großhöflein · Hornstein · Klingenbach · Leithaprodersdorf · Loretto · Mörbisch am See · Müllendorf · Neufeld an der Leitha · Oggau am Neusiedler See · Oslip · Purbach am Neusiedler See · Sankt Margarethen im Burgenland · Schützen am Gebirge · Siegendorf · Steinbrunn · Stotzing · Trausdorf an der Wulka · Wimpassing an der Leitha · Wulkaprodersdorf · Zagersdorf · Zillingtal
- Gemeinsame Normdatei: 4526909-9
- Virtual International Authority File: 64144814357911933374